# Avalókitéšvara
Avalókitéšvara (tibetsky སྤྱན་རས་གཟིགས, ve Wylieho transkipci Spyan-ras-gzigs, česká transkripce Čänräzig) je v mahájánovém buddhismu jeden z nejvýznamnějších bódhisattvů. Ztělesňuje soucit (sa. karuná), jednu ze dvou nejvýznamnějších složek buddhovství (druhou je moudrost (sa. pradžňá), kterou zastupuje Maňdžušrí). Čínská podoba Avalókitéšvary se nazývá Kuan-jin, v Tibetu je znám jako bódhisattva Čänräzig (vysloveno zhruba jako „čenresi“).
Doslovný význam sanskrtské složeniny Avalókitéšvara je „Pán, jenž shlíží shůry“, přičemž poslední část jména je  „íšvara“, „pán“. Archaičtější podoba jména Avalókitasvara znamenala „Ten, jenž vnímá (vyslyší) zvuky (výkřiky) světa“, kde  poslední část slova tvoří výraz „svara“, „zvuk“. Sanskrtské jméno Avalókitéšvarovy nejznámější emanace je Padmapáni („Ten, jenž má v ruce lotos“).

## Ikonografie
Ikonografické ztvárnění bódhisattvy soucitu je velmi široké. Většinou se hovoří o třiceti třech různých podobách. Zpravidla bývá vyobrazen jako tisíciruký či čtyřruký, ale nezřídka i jako dvouruký. Množství rukou má zobrazovat jeho schopnost působit ve prospěch mnoha trpících bytostí ve stejném okamžiku. Na hlavě mívá umístěný šperk se zobrazením buddhy Amitábhy, jelikož Avalókitéšvara slouží jako jeden z jeho průvodců. Často drží v ruce modrý lotos (odtud přízvisko Padmapáni).
Jedna z legend praví, že když Avalókitéšvara shlížel seshora na zemi a viděl všechny bytosti, pukla mu hlava nad vším tím jejich utrpením. Buddha Amitábha sesbíral kousky puklé hlavy a sestavil z nich jedenáct menších hlav. Proto je často zobrazován i s jedenácti hlavami.

## Tibetský buddhismus
V tibetském buddhismu je Avalókitéšvara znám pod jménem Čenrézig (dosl. „Zřící pronikavým zrakem“), který je emanací buddhy Amitábhy. Tibeťané jej spojují s událostmi vzniku tibetského národa. Za emanaci Čenréziga je považován král Söngcän Gampo, Gesar z Ling, Tárá, především karmapové a dalajlámové. V tibetském buddhismus mají bódhisattvové svůj ženský protějšek. U Čenréziga je jím Tárá, která se podle legendy zrodila z Avalókitéšvarovy slzy.
Asi nejznámější buddhistická mantra Óm Mani Peme Hung je věnovaná právě Čenrézigovi. Mantra je velmi rozšířena i mezi laiky, kteří věří, že když je vyřčena v nebezpečí nebo nutné potřebě, Čenrézig může zakročit v jejich prospěch, avšak je vyslovována i zcela běžně, „pro blaho všech trpících bytostí“.

## Paralely mezi Avalókitéšvarou a Ježíšem Kristem

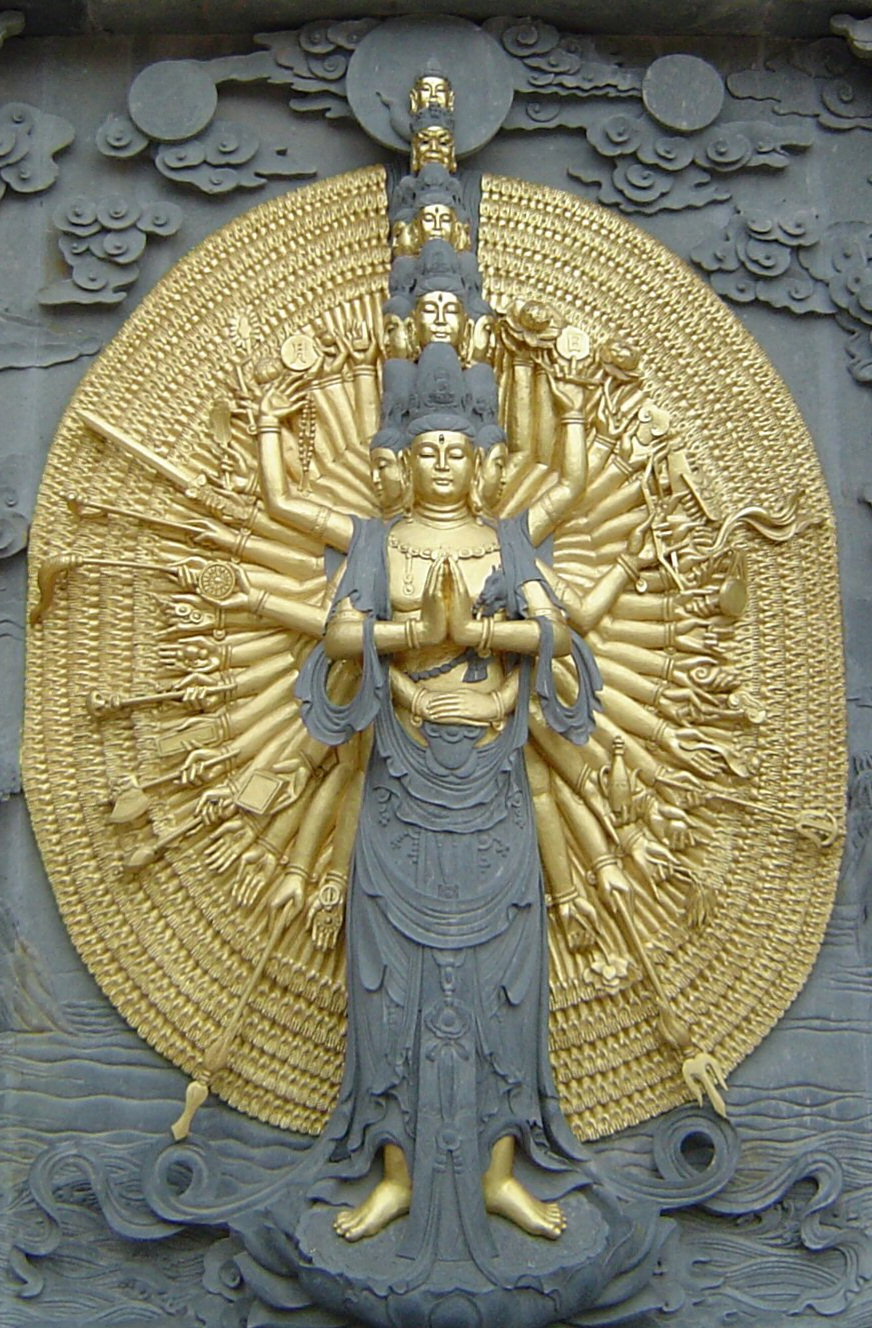
Bódhisattva Avalókitéšvara na čínské hoře Ťiou-chua-šan

Komparativně religionisticky je možné, že archetyp Avalókitéšvary vznikl buddhistickou reflexí Ježíše Krista. Poprvé se tato postava v buddhismu objevuje v 1. století n. l., ve kterém Ježíš žil a působil, konkrétně v Lotosové sútře, v jejímž kharosthijském originálu gandhárské redakce Buddha Šákjamuni předpovídá vystoupení velkých bódhisattvů ve světě 500 let po své smrti, ke které podle všeho došlo roku 483 př. n. l. První Avalókitéšvarova zobrazení v buddhistické ikonografii z 2. století n. l. ukazují pozorovateli symbolické značky na rukou a nohou, které svým anatomickým umístěním naznačují rány po ukřižování, v buddhistické interpretaci pak odkazují na Dharmačakru („Kolo Dharmy“), jejíž druhé roztočení symbolizuje vyložení nauk druhého cyklu, tj. Mahájány z 1. století n. l. V mahájánovém panteonu buddhismu vystupuje Avalókitéšvara v mystické trojici s transcendentálním Buddhou Amitábhou (sanskrt. „Nezměrné světlo“) coby svým mystickým Otcem a s transcendentálním bódhisattvou Mahásthámapráptou (sanskrt. „Příchod velké síly“) coby svým mystickým Duchem, odrážeje tím mahájánový model Trikája coby trojí ztělesnění univerzálně „buddhovské podstaty“ (buddhadhátu). Avalókitéšvara byl rovněž zobrazován s antropomorfní miniaturou Amitábhy na své koruně na znamení svého duchovního království v Amitábhově „nebeské zemi radosti“ (sukhávatívjúha). Od počátku mahájánového buddhismu v jeho gandhárské provenienci Avalókitéšvara figuroval jako univerzální buddhovský Spasitel (buddhisticky tzv. Mahásattva – zkratka z „Velký Bódhisattva“), zosobňující univerzální buddhovský „soucit“ (karuná) se všemi živými bytostmi, vzdávající se za jejich obrácení k nirváně vlastní nirvány a přebírající na sebe „neprospěšné karmické plody“ (akúsala karmaphala) trpících. Všechny tyto mahájánové buddhistické rysy Avalókitéšvary korespondují s křesťanským pojetím Ježíše Krista, s dobou jeho života, se symbolickým významem jeho ukřižování, s navržením Nové smlouvy, se Svatou Trojicí Otce, Syna a Ducha Božího, s motivem Království nebeského a obrazem Spasitele světa a obětního Beránka Božího. Kromě toho, podobně jako se římští Papežové považovali za pozemské zástupce Krista, považují se dodnes tibetští Dalajlamové za pozemské zástupce a vtělení Avalókitéšvary.